# Lymantria koreibia
Lymantria koreibia este o specie de molii din genul Lymantria, familia Lymantriidae, descrisă de Felix Bryk 1949 Conform Catalogue of Life specia Lymantria koreibia nu are subspecii cunoscute.